# Fulveta de Taiwan
La fulveta de Taiwan (Fulvetta formosana) és una espècie d'ocell de la família dels paradoxornítids (paradoxornitidae), tot i que sovint encara se la troba classificada amb els sílvids (Sylviidae). És endèmica de l'illa de Taiwan. El seu hàbitat el conformen matollars i boscos tropicals i subtropicals de frondoses humits. El seu estat de conservació es considera de risc mínim.

## Taxonomia
Com altres fulvetes estava classificada a la família dels timàlids (Timaliidae) dins del gènere Alcippe, però es va traslladar de gènere i família quan es va demostrar la seva proximitat genètica amb els membres del gènere Sylvia.
El Congrés Ornitològic Internacional, en la seva llista mundial d'ocells (versió 10.2, 2020) transferí finalment el gènere Fulvetta a la família dels paradoxornítids (Paradoxornithidae). Tanmateix, el Handook of the Birds of the World i la quarta versió de la BirdLife International Checklist of the birds of the world (Desembre 2019), aquest tàxon apareix classificat encara dins de la família dels sílvids.